# Opsaridium
Opsaridium és un gènere de peixos de la família dels ciprínids i de l'ordre dels cipriniformes.

## Taxonomia
- Opsaridium boweni (Fowler, 1930)
- Opsaridium engrauloides (Nichols, 1923)
- Opsaridium leleupi (Matthes, 1965)
- Opsaridium loveridgii (Norman, 1922)
- Opsaridium maculicauda (Pellegrin, 1926)
- Opsaridium microcephalum (Günther, 1864)
- Opsaridium microlepis (Günther, 1864)
- Opsaridium peringueyi (Gilchrist & Thompson, 1913)
- Opsaridium splendens (Taverne & De Vos, 1997)
- Opsaridium tweddleorum (Skelton, 1996)
- Opsaridium ubangiense (Pellegrin, 1901)
- Opsaridium zambezense (Peters, 1852)[2][3][4][5][6]